# Parafia św. Jana Apostoła i Ewangelisty w Warszawie

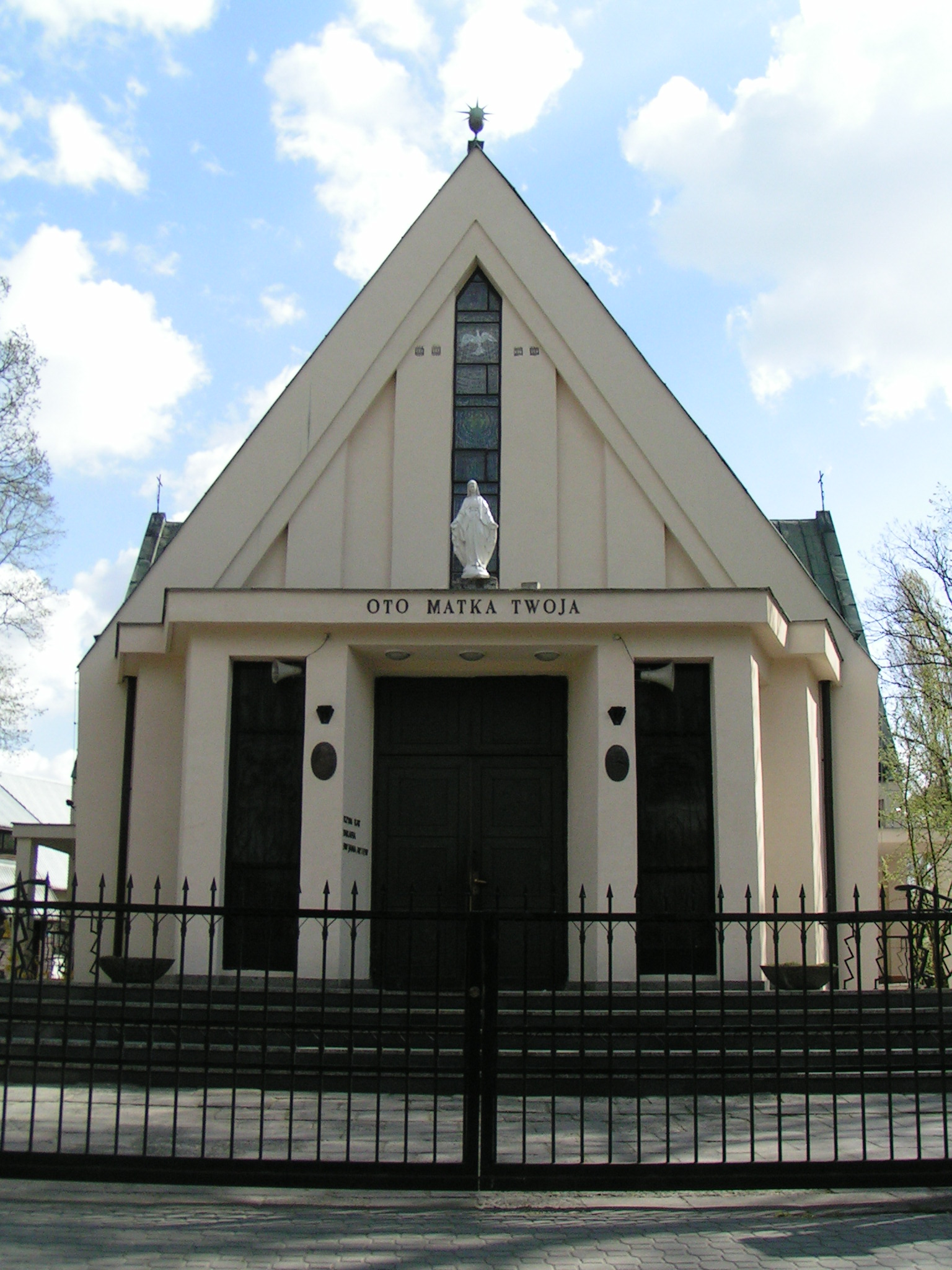
Kościół parafialny

Parafia św. Jana Apostoła i Ewangelisty – parafia rzymskokatolicka należąca do dekanatu ursuskiego, archidiecezji warszawskiej, metropolii warszawskiej Kościoła katolickiego.

## Historia
Parafia została erygowana 7 sierpnia 1945 przez bp. Antoniego Szlagowskiego z części parafii Piastów i Stare Babice. Dekret erekcyjny wszedł w życie 8 września 1945. 

### Kaplica
Rok później na placu ofiarowanym przez Władysława Jana Grabskiego, bp Wacław Majewski poświęcił kaplicę. 

### Kościół parafialny
Kościół św. Jana Apostoła i Ewangelisty, zbudowany przez ks. Bogdana Sotkiewicza, konsekrowany w 1982 przez arcybiskupa Józefa Glempa. 

### Plebania
Plebania ofiarowana 12 marca 1945 przez Helenę z Grobelnych Mazurkiewiczową.